# Garigliano
Garigliano – rzeka we położona w centrum Włoch.
Garigliano powstaje z połączenia rzek Rapido oraz Liri. Obecnie rzekę Garigliano traktuje się czasem jako połączoną rzekę Garigliano-Liri.
Przez większość ponad 40-kilometrowej długości Garigliano wyznacza granicę pomiędzy regionami Lacjum oraz Kampania. W czasach średniowiecznych rzeka Garigliano (wówczas znana jako Verde) stanowiła naturalna granicę południową ówczesnego Państwa Kościelnego.

## Znaczenie historyczne
W IX wieku Arabowie opanowali zamek nad rzeką skąd podejmowali częste rajdy na Kampanię i środkowe Włochy.
W 915 koalicja Bizantyjczyków, Longobardów i papiestwa pokonała Arabów w bitwie nad Garigliano.
W czasie tzw. wojen włoskich (II wojna włoska) 29 grudnia 1503 r. miała miejsce bitwa nad Garigliano, w trakcie której hiszpańskie wojska Gonzalo Fernándeza de Córdoby pokonały Francuzów dowodzonych przez Ludovico II de Saluzzo.
Podczas II wojny światowej rzeka stanowiła centrum niemieckiej linii obronnej znanej jako Linia Gustawa, która stanowiła główną linię obronną sił niemieckich wokół Cassino. Przełamanie rzeki pozwoliło aliantom zdobyć linię Gustawa i rozpoczynając marsz w głąb terytorium Włoch.

## Znaczenie energetyczne
W latach 1959–1982 rzeka stanowiła dla elektrowni atomowej, z reaktorem typu BWR położonej w mieście Sessa Aurunca.